# 2-Amino-4-chlorphenol
2-Amino-4-chlorphenol ist eine chemische Verbindung aus der Gruppe der Aminophenole und Chlorphenole.

## Gewinnung und Darstellung
2-Amino-4-chlorphenol kann aus p-Chlorphenol durch Nitrierung und anschließender Reduktion mit Hydrazin gewonnen werden.

## Eigenschaften
2-Amino-4-chlorphenol ist ein brennbarer, schwer entzündbarer, beiger Feststoff mit aminartigem Geruch, der schwer löslich in Wasser ist. Er zersetzt sich bei Erhitzung über 170 °C.

## Verwendung
2-Amino-4-chlorphenol ist ein weit verbreitetes Reagenz für die Synthese verschiedener Arzneistoffe (zum Beispiel Chlorzoxazon), Farbstoffe und Pestizide. Es wurde als Edukt in der kombinatorischen Synthese von Molekülen eingesetzt, wobei im konkreten Fall Inhibitoren der Aggrecanase-2 identifiziert werden sollten. Vor 2006 wurde die Verbindung in Haarfärbemitteln verwendet.